# Kensington Palace Gardens
Kensington Palace Gardens es una calle situada en Kensington, al oeste de centro de Londres, que alberga algunas de las propiedades más caras del mundo. También fue la ubicación de la London Cage, el centro del MI19 usado durante la Segunda Guerra Mundial y la Guerra Fría.
Una avenida arbolada de unos ochocientos metros de longitud entre terrenos de embajadas, Kensington Palace Gardens es citada a menudo como la «dirección más exclusiva» de Londres. Es una de las calles residenciales más caras del mundo, y ha sido conocida desde hace mucho tiempo como Billionaires' Row (literalmente, «avenida de los multimillonarios») debido a la gran riqueza de sus residentes privados, aunque en realidad en la actualidad la mayoría de sus ocupantes son embajadas nacionales o residencias de embajadores. En 2018, el precio de mercado medio de las propiedades de la calle era de más de 35 millones de libras.
Está inmediatamente al oeste de Kensington Gardens y conecta Notting Hill Gate con Kensington High Street. La sección sur de Kensington Palace Gardens se llama Palace Green.

## Historia
La calle se llamaba originalmente The Queen's Road y se renombró Kensington Palace Gardens en torno a 1870, cuando se plantaron plátanos en la avenida. Fue construida a partir de la década de 1840 en parte de los terrenos del Palacio de Kensington; el freehold todavía pertenece al Crown Estate. El palacio, que es la residencia de los duques de Cambridge, los duques de Gloucester, los duques de Kent y del príncipe Miguel de Kent, da hacia la parte sur de la calle en su lado este. Las casas en su extremo norte son en su mayor parte de estilo italianizante, mientras que las del extremo sur son en su mayor parte de estilo Reina Ana. Durante gran parte del siglo xx, una gran proporción de las casas fueron ocupadas por embajadas y residencias de embajadores. Algunas todavía lo están, pero otras han sido renovadas por el Crown Estate y vendidas a compradores particulares. Una de estas fue comprada en 2004 por el magnate del acero indio Lakshmi Mittal, quien en 2008 era la cuarta persona más rica del mundo según la revista Forbes. Se afirmó erróneamente que el precio de la venta fue de 70 millones de libras, antes de que estuvieran disponibles datos precisos del HM Land Registry, donde según los registros el 30 de junio de 2004, el 18-19 de Kensington Palace Gardens, junto con tres caballerizas en la parte trasera de la propiedad, fue vendido por 57 145 967 libras.
La mansión en el 18 de Kensington Palace Gardens, que había pertenecido históricamente a la familia Rothschild, fue vendida en 2001.
El número 8 fue usado como centro de interrogación para los prisioneros de guerra alemanes durante y después de la Segunda Guerra Mundial y era conocido como la London Cage. El edificio fue demolido en 1961 y sustituido por un bloque de vidrio y acero de cuatro apartamentos diseñado por Richard Seifert y completado en 1964. El piso 3, un apartamento de tres dormitorios diseñado por el arquitecto internacional David Chipperfield, fue vendido en marzo de 2007 por Knight Frank por 10.29 millones de libras.

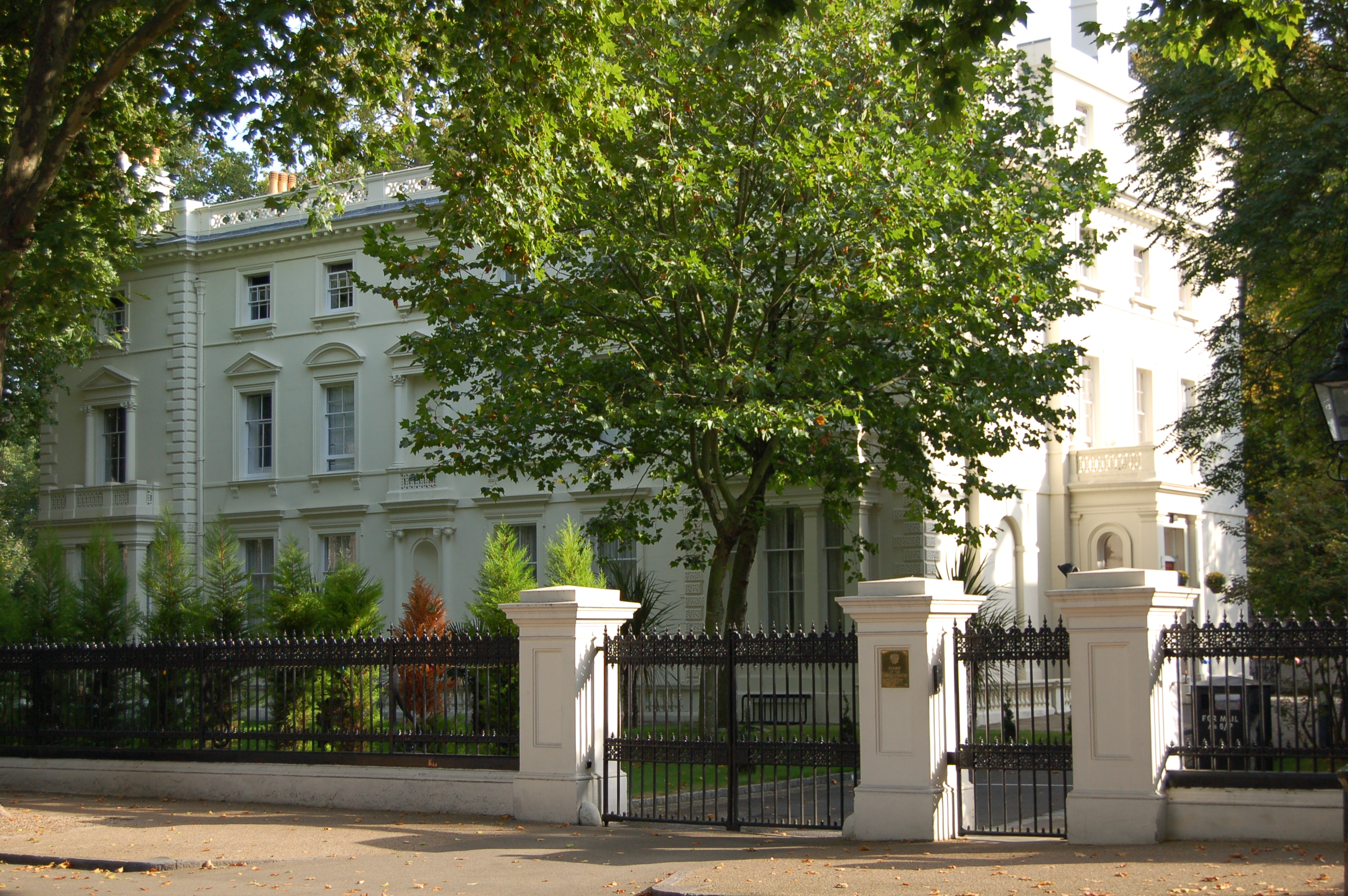
Cancillería de la Federación Rusa.

Debido a la presencia de posibles objetivos terroristas —por ejemplo embajadas, incluidas las de Rusia e Israel— ambos extremos de la calle tienen puestos de control de la policía armada con barreras de contención, así como las puertas de hierro forjado originales. Normalmente la entrada de peatones no es controlada, solo la de vehículos. Esto tiene el efecto secundario de provocar un volumen de tráfico extremadamente bajo para una calle del centro de Londres. Algunos de los edificios también tienen barreras para mantener los vehículos a una distancia. A diferencia de la mayor parte de las calles cercanas, no está cubierta por Google Street View.
La calle está iluminada por farolas victorianas muy tenues del estilo de la iluminación de gas.

## Residentes notables
El número 10 fue diseñado por Philip Hardwick para Sutherland Hall Sutherland, y su primer ocupante fue el ingeniero civil James Meadows Rendel, que probablemente se trasladó allí a principios de 1852, y falleció allí en 1856. En 1862, Edmund Ernst Leopold Schlesinger Benzon, un magnate del acero alemán, se trasladó a esta casa y vivió allí hasta su muerte en 1873. En 1896, el financiero Leopold Hirsch hizo «modificaciones sustanciales» en ella, diseñadas por Leonard Stokes, y vivió allí al menos hasta 1904. El número 10 albergó la embajada de la Unión Soviética desde 1960 hasta 1986.
Sir Frederick Wills (1838-1909), un miembro de la familia fundadora de la empresa de tabaco W.D. & H.O. Wills, tenía una residencia en Londres en el número 9 de la calle.